# 豊田兼彦
豊田 兼彦（とよた かねひこ、1972年4月8日 - ）は、日本の法学者。専門は刑法。関西学院大学大学院司法研究科副研究科長・教授を経て、大阪大学大学院法学研究科教授。

## 人物・経歴
島根県益田市生まれ。大阪府河内長野市出身。大阪狭山市立南第一小学校、河内長野市立高向小学校、河内長野市立西中学校、大阪府立生野高等学校を経て、1996年立命館大学法学部卒業。
1998年立命館大学大学院法学研究科博士課程前期課程修了、立命館大学法学部助手。1999年日本学術振興会特別研究員。2001年立命館大学大学院法学研究科博士課程後期課程修了、博士（法学）。
2001年愛知大学法学部専任講師。2004年愛知大学法学部助教授。2007年近畿大学大学院法務研究科准教授。2009年近畿大学大学院法務研究科教授。2010年関西学院大学大学院司法研究科教授、守口市青少年保護審査会委員。
2014年ギーセン大学法学部にて在外研究に従事。2016年関西学院大学大学院司法研究科副研究科長。2018年大阪大学大学院法学研究科教授。2020年法務省司法試験予備試験考査委員、大阪府青少年健全育成審議会委員、大阪弁護士会懲戒委員会予備委員。

## 著書
- 『共犯の処罰根拠と客観的帰属』成文堂 2009年
- 『基本刑法 1（総論）』（大塚裕史, 十河太朗, 塩谷毅と共著）日本評論社 2012年
- 『基本刑法 2（各論）』（大塚裕史, 十河太朗, 塩谷毅と共著）日本評論社 2014年
- 『刑法総論判例50！』（十河太朗, 松尾誠紀, 森永真綱と共著）有斐閣 2016年
- 『刑法各論判例50！』（十河太朗, 松尾誠紀, 森永真綱と共著）有斐閣 2017年